# Ermanno Gindoli
Ermanno Gindoli (Riccò del Golfo di Spezia, 30 marzo 1919 – Borghetto di Vara, 12 aprile 1945) è stato un ufficiale e partigiano italiano.

## Biografia
Ermanno Luigi Gindoli nasce a San Benedetto, frazione di Riccò del Golfo, il 30 marzo 1919, figlio di Sante Gindoli, trovatello genovese e di Argentina "Gemma" Gianardi. 
Il padre emigra presto in America e non si fa vivo per moltissimi anni, ritornando solo nel dopoguerra. Ermanno studia alla Scuola Elementare di S. Benedetto, quindi nel Collegio di padre Semeria a Monterosso, diplomandosi maestro e scegliendo la carriera militare nell’Esercito. 

Sottotenente di complemento presso S.A.U.C. di Rieti il 29 luglio 1943, l’8 settembre è in questa città. 

In fuga da Rieti è fatto prigioniero dai Tedeschi e collocato su un treno insieme ad altri per essere deportato, ma riesce a fuggire. Grazie alla gente del luogo viene rifornito di abiti civili, fra cui un mantello da pastore, e giunge infine alla Spezia. 
Da S. Benedetto, avendo già preso contatto con elementi di “Giustizia e Libertà”, nel marzo 1944 si porta con un nutrito gruppo di giovani a Valditermine (Zeri), dando avvio al movimento resistenziale. Quando nel mese di agosto la Colonna “Giustizia e Libertà” si articola in 6 Compagnie, Gindoli assume il comando della VI Compagnia a Montelama (Rossano). 
Durante il rastrellamento dei primi di agosto 1944 il suo reparto controlla il lato sud del Picchiara e opera in contrattacco spingendosi fino a Chiesa di Rossano. Dopo il rastrellamento è fra i responsabili del servizio d’ordine della vallata e il 28 ottobre 1944 gli è assegnato il comando del 2º Battaglione Zignago: tra i compiti del Battaglione c’è il servizio di polizia a Pieve, il servizio al campo di lancio del Picchiara e il servizio di avvistamento a Rocchetta. Durante il rastrellamento del 20 gennaio 1945 si rifugia sotto il Picchiara, sganciandosi poi verso il basso e portandosi nella zona di Polverara. Fra febbraio e marzo è attivissimo nella ricostruzione del suo battaglione, senza tralasciare attacchi e sabotaggi contro il nemico. 
Ormai la Liberazione si avvicina: fra 10 e 11 aprile 1945 occupa con i suoi partigiani Brugnato e il giorno 12, aiutato anche da un piccolo nucleo del Progetto “Le vie della Resistenza (1943-1945)” Battaglione “Vanni”, attacca la caserma della G.N.R. di Borghetto, costringendola alla resa; è a questo punto che Gindoli decide di portarsi verso la curva della Rocchetta, un po’ oltre Borghetto, sul fiume Vara, per far brillare le mine impedendo il transito dei Tedeschi in ritirata su Genova, obiettivo giudicato militarmente prioritario, come si evince da documenti coevi. 

La curva è stretta e accentuata, ai piedi di un'alta rupe, affacciandosi a precipizio su un'ansa del fiume Vara. Con Ermanno Gindoli sono il caposquadra dei sabotatori, Oronzo Chimenti, il comandante di compagnia Alfredo Oldoini, il partigiano polverarese Guido Resico e un altro combattente. Gli altri due partigiani non partecipano di fatto all’operazione perché all’inizio di essa c’è un piccolo incidente per cui un partigiano rimane ferito e viene fatto tornare indietro con l’altro compagno. 

Lo scopo di far brillare le mine e interrompere la strada è ottenuto, ma probabilmente una piccola sfasatura temporale fa sì che, a differenza delle altre autoblindo saltate in aria, quella di testa riesca a passare e spari contro i sabotatori usciti allo scoperto. Gindoli e Chimenti cadono subito. Oldoini, ferito e con una gamba spezzata, si porta sulla sponda opposta, ma il nemico lo incalza ed egli, consapevole di come ogni difesa sia ormai vana, si uccide.
Le esequie di Gindoli, Chimenti e Oldoini vengono celebrate nella chiesa di San Giovanni Battista a Suvero. Dopo la Liberazione la bara è esposta nel Palazzo della Questura della Spezia e la cerimonia funebre si tiene nella Chiesa di Nostra Signora della Salute in piazza Brin, proseguendo poi alla sepoltura nel Cimitero dei Boschetti.
Nel 1951 gli venne conferita la Medaglia d'argento al Valore Militare.
A Ermanno Gindoli è dedicata la Scuola Elementare di Riccò del Golfo.